# Rijkslogo

Rijkslogo

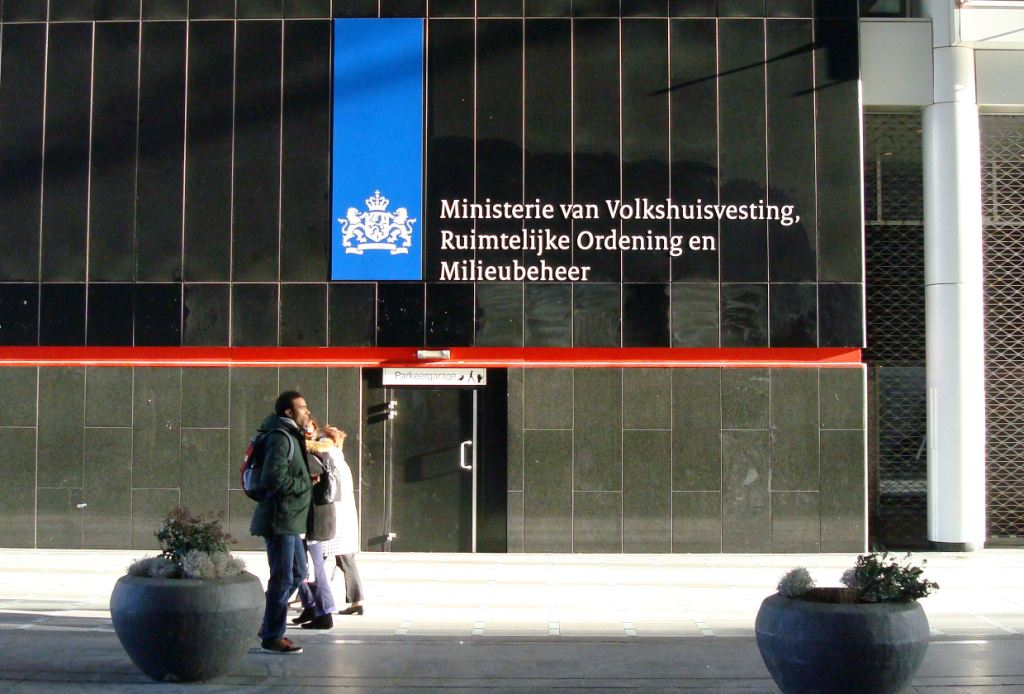
Het rijkslogo op het ministerie van VROM.

Het rijkslogo is het logo dat behoort bij de rijkshuisstijl van de Nederlandse Rijksoverheid.
Het logo wordt sinds 2008 op kantoorartikelen, spreekgestoelten, bedrijfskleding, vlaggen, gevels en websites van de ministeries en veel rijksdiensten gebruikt.

## Geschiedenis
Na de Tweede Wereldoorlog werd de Nederlandse Rijksoverheid opgedeeld in ministeries. Op het briefpapier van al deze afzonderlijke departementen prijkten varianten van het rijkswapen. Vanaf de jaren zeventig begonnen de ministeries zich echter van elkaar te onderscheiden. 
In 2007 besluit het kabinet Balkenende IV een einde te maken aan de gefragmenteerde presentatie die daardoor is ontstaan. Het rijkswapen maakte een rentree in het ontwerp van een nieuw logo.
Het logo bestaat uit een beeldmerk en een woordmerk. Het woordmerk is opgesteld in Rijksoverheid Serif.

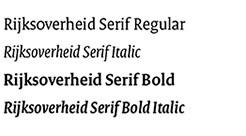
Rijksoverheid serif

Met de invoering van het nieuwe logo en bijbehorende rijkshuisstijl was tussen 2008 en 2011 in totaal ongeveer 15 miljoen euro gemoeid. Het door Studio Dumbar ontworpen logo, een vereenvoudigde uitvoering van het rijkswapen in wit en blauw, kostte 60.000 euro. Het ministerie van Algemene Zaken berekende dat met het nieuwe logo jaarlijks 5 miljoen euro wordt bespaard.